# Gabriel Justice Yaw Anokye
Gabriel Justice Yaw Anokye (Emenaa, 27 de maio de 1960) é arcebispo de Kumasi.
O Bispo de Kumasi, Peter Kwasi Sarpong, o ordenou sacerdote em 16 de julho de 1988.
Em 30 de outubro de 2003, o Papa João Paulo II o nomeou Bispo Titular de Cellae na Mauritânia e Bispo Auxiliar em Kumasi. O arcebispo de Kumasi, Peter Kwasi Sarpong, o consagrou bispo em 17 de janeiro de 2004; Os co-consagradores foram George Kocherry, Núncio Apostólico em Gana, e Gregory E. Kpiebaya, Arcebispo de Tamale.
Papa Bento XVI nomeou-o Bispo de Obuasi em 26 de março de 2008 e Arcebispo de Kumasi em 15 de maio de 2012.